# Tata Zest
Tata Zest (англ. изюминка) — индийский компактный седан производства Tata Motors. Производство модели было прекращено из-за появления более совершенной модели — Tata Tigor.

## История
Производство автомобиля Tata Zest стартовало 12 августа 2014 года на той же платформе, что и Tata Indica Vista и Tata Indigo Manza. За всю историю производства на автомобиль ставили двигатели внутреннего сгорания Revotron и Quadrajet мощностью 90 л. с. и крутящим моментом 200 Н*м. 
Автомобили с бензиновым двигателем внутреннего сгорания имели механическую, 5-ступенчатую трансмиссию, тогда как автомобили с дизельным двигателем внутреннего сгорания имели автоматическую трансмиссию.
Модельный ряд состоял из моделей XE, XM, XMA, XMS и XT, разделение моделей происходило по ценовому признаку. Производство автомобиля Tata Tigor началось в 2017 году, параллельно с которым производился автомобиль Tata Zest (до 2019 года).
Кроме Индии, автомобиль Tata Zest производился в Непале под названием HORIZONEXT, и в Южной Африке под названием Tata Bolt Sedan, так как за основу автомобиля Tata Zest был взят автомобиль Tata Bolt.